# Беларусь на чемпионате мира по хоккею с шайбой 2009
Сборная Белоруссии по хоккею с шайбой стала одной из 16 стран участниц 73-го чемпионата мира по хоккею с шайбой 2009 года. Чемпионат проходил в швейцарских городах Берн и Клотен c 24 апреля по 10 мая 2009 года.

## Состав

### Полевые игроки
| Номер | Позиция | Игрок               | Клуб                | И | Г | П | О | Ш  |
| ----- | ------- | ------------------- | ------------------- | - | - | - | - | -- |
| 3     | З       | Иван Усенко         | Гомель              | 7 | 0 | 0 | 0 | 0  |
| 4     | З       | Александр Макрицкий | Динамо (Минск)      | 1 | 0 | 0 | 0 | 0  |
| 5     | З       | Александр Рядинский | Юность-Минск        | 7 | 0 | 0 | 0 | 8  |
| 7     | З       | Владимир Денисов    | Хартфорд Вулф Пэк   | 5 | 0 | 0 | 0 | 6  |
| 8     | Н       | Андрей Михалёв      | Динамо (Минск)      | 7 | 0 | 0 | 0 | 2  |
| 10    | Н       | Олег Антоненко      | ХК МВД              | 7 | 3 | 3 | 6 | 2  |
| 11    | Н       | Александр Кулаков   | Динамо (Минск)      | 7 | 0 | 0 | 0 | 2  |
| 15    | Н       | Евгений Ковыршин    | Керамин (Минск)     | 7 | 0 | 0 | 0 | 4  |
| 16    | Н       | Михаил Стефанович   | Квебек Ремпартс     | 4 | 0 | 0 | 0 | 0  |
| 18    | Н       | Алексей Угаров      | ХК МВД              | 7 | 2 | 0 | 2 | 2  |
| 19    | Н       | Дмитрий Мелешко     | Динамо (Минск)      | 3 | 0 | 0 | 0 | 4  |
| 23    | Н       | Андрей Стась        | Динамо (Минск)      | 7 | 1 | 0 | 1 | 6  |
| 24    | З       | Руслан Салей        | Колорадо Эвеланш    | 6 | 2 | 3 | 5 | 6  |
| 28    | Н       | Константин Кольцов  | Салават Юлаев (Уфа) | 5 | 1 | 0 | 1 | 2  |
| 29    | З       | Андрей Башко        | Амур (Хабаровск)    | 7 | 0 | 1 | 1 | 2  |
| 43    | З       | Виктор Костючёнок   | Юность-Минск        | 7 | 0 | 0 | 0 | 10 |
| 59    | Н       | Сергей Демагин      | Динамо (Минск)      | 7 | 1 | 1 | 2 | 4  |
| 68    | Н       | Ярослав Чуприс      | Динамо (Минск)      | 7 | 0 | 1 | 1 | 0  |
| 71    | Н       | Алексей Калюжный    | Динамо (Москва)     | 5 | 1 | 5 | 6 | 0  |
| 84    | Н       | Михаил Грабовский   | Торонто Мейпл Лифс  | 7 | 3 | 6 | 9 | 2  |
| 85    | З       | Андрей Антонов      | Динамо (Минск)      | 7 | 0 | 0 | 0 | 2  |
| 89    | З       | Дмитрий Коробов     | Динамо (Минск)      | 3 | 0 | 0 | 0 | 0  |

### Вратари
| Номер | Игрок          | Клуб                     | И | В | П | Мин | ПШ | ШИ   | %ОБ   | Сух |
| ----- | -------------- | ------------------------ | - | - | - | --- | -- | ---- | ----- | --- |
| 1     | Виталий Коваль | Динамо (Минск)           | 2 | 0 | 2 | 120 | 9  | 4.50 | 0.880 | 0   |
| 31    | Андрей Мезин   | Металлург (Магнитогорск) | 5 | 4 | 1 | 314 | 9  | 1.72 | 0.948 | 0   |
| 35    | Игорь Брыкун   | Гомель                   | 0 | - | - | -   | -  | -    | -     | -   |

### Главный тренер
Глен Хэнлон

## Предварительный этап
Согласно регламенту, шестнадцать стран-участниц были распределены на четыре группы предварительного этапа. Белоруссия оказалась в группе А вместе с Венгрией, Канадой и Словакией.
Команды, вошедшие в группу A, провели матчи предварительного этапа в Клотене.
В своём первом матче на чемпионате 24 апреля сборная Белоруссии уступила Канаде 1:6 (0:2, 0:0, 1:4). Единственную шайбу в составе белорусов на 53-й минуте забросил Михаил Грабовский, ассистировал ему Руслан Салей.
26 апреля в серии буллитов сборная Белоруссии одолела словаков 2:1 (0:0, 1:0, 0:1, 0:0, 1:0). В основное время на 34 минуте отличился Андрей Стась (Чуприс). В серии буллитов на один точный бросок словаков белорусы ответили двумя. Оба буллита реализовал Олег Антоненко.
28 апреля белорусы обыграли сборную Венгрии 3:1. Шайбы забрасывали Алексей Калюжный (4, Антоненко, Салей), Алексей Угаров (55, Калюжный), Михаил Грабовский (60, Калюжный, Салей)

## Квалификационный этап
Заняв второе место в группе А, сборная Белоруссии попала в группу F квалификационного этапа вместе со сборными Канады, Финляндии, Чехии, Словакии и Норвегии, имея в багаже 2 очка за победу над словаками, которые квалифицировались с четвёртого места группы А. 30 апреля белорусы в овертайме обыграли норвежцев 3:2 (0:1, 1:1, 1:0, 1:0). В основное время шайбы забросили Алексей Угаров (23, Демагин, Башко) и Михаил Грабовский (42, Калюжный). В овертайме победу принесла шайба Руслана Салея (65, Калюжный, Грабовский). 2 мая в серии буллитов со сборной Финляндии фортуна снова была на стороне белорусов 2:1 (1:0, 0:1, 0:0, 0:0, 1:0). В основное время уже на пятой секунде матча отличился Сергей Демагин, ассистентом выступил Михаил Грабовский. Этот гол и по сей день остается самым быстрым голом в истории чемпионатов мира по хоккею с шайбой. В серии буллитов вновь блистал Олег Антоненко, забросив два из трёх точных бросков сборной Белоруссии, в том числе и решающий. Ещё один буллит в составе белорусов реализовал Михаил Грабовский.
3 мая сборная Белоруссии ничего не смогла противопоставить сборной Чехии, проиграв со счетом 0:3 (0:0, 0:2, 0:1).

## Плей-офф
Тем не менее, заняв в группе F четвёртое место с 6 очками, сборная Белоруссии попала в плей-офф чемпионата, где её соперником оказалась сборная России. Матч состоялся 6 мая в Берне на ПостФинанс-Арене. Закончив первый период с нулями на табло, во втором периоде соперники выдали результативный град шайб, забросив в ворота друг друга по три шайбы. У белорусов забрасывали Константин Кольцов (23, Грабовский, Антоненко), Олег Антоненко (34, Грабовский, Калюжный) и Руслан Салей (40, Антоненко, Грабовский). Пропустив от россиян на 48-й минуте, белорусы уже не смогли сравнять счёт. Итоговый результат 3:4 в пользу сборной России, которая в дальнейшем и победила на чемпионате.

## Итоги
В итоге сборная Белоруссии заняла 8 место. Вратарь белорусской сборной Андрей Мезин стал лучшим вратарем турнира и попал в символическую сборную мира. Михаил Грабовский, забросивший 3 шайбы и ассистировавший партнёрам 6 раз, занял 13 место в списке бомбардиров чемпионата.